# Power Rangers Ninja Steel
Power Rangers: Ninja Steel é vigésima quarta temporada da série e televisão americano, Power Rangers. A temporada foi produzida principalmente usando imagens, figurinos e adereços da 39ª série japonesa de Shuriken Sentai Ninninger, de Super Sentai, com elementos mínimos de figurino e adereços sendo reciclados de Ressha Sentai ToQger. A série é produzido pela Saban Brands e estreou na Nickelodeon em 21 de janeiro de 2017. O terceiro filme dos Power Rangers é lançado no mesmo ano. A série estreou no Brasil pelo Cartoon Network Brasil em 05 de junho de 2017. Em Portugal, estreou pela SIC K em 09 de outubro de 2017.
A segunda temporada de Ninja Steel é a vigésima quinta temporada de Power Rangers em geral, Power Rangers: Super Ninja Steel (bra: Power Rangers: Super Aço Ninja) estreou em 27 de janeiro de 2018. Como a temporada do vigésimo quinto aniversário da franquia, Super Ninja Steel apresentou Rangers populares das temporadas passadas. Ninja Steel foi a última edição da série a ter brinquedos fabricados e distribuídos pela Bandai e Super Ninja Steel foi a última temporada produzida pela Saban Brands; a franquia Power Rangers foi adquirida pela Hasbro em 2018.

## Elenco

### Ranger
- Brody Romero (William Shewfelt), o Ranger Ninja Steel Vermelho. Ele é o filho mais novo de Dane Romero e irmão mais novo de Aiden
- Preston Tien (Peter Sudarso), o Ranger Ninja Steel Azul.
- Calvin Maxwell (Nico Greetham), o Ranger Ninja Steel Amarelo.
- Hayley Foster (Zoe Robins), a Ranger Ninja Steel Branco.
- Sarah Thompson (Chrysti Ane Lopes), a Ranger Ninja Steel Rosa.
- Aiden Romero / Levi Weston (Jordi Webber), o Ranger Ninja Steel Dourado. . Ele é o filho mais velho de Dane Romero e irmão mais velho de Brody.

### Aliados e Amigos
- Mick Kanic (Kelson Henderson): Amigo de Brody que também ficou preso na nave de Galvanax e conseguiu fugir junto com ele e o Redbot.
- Dane Romero (Mike Edward): Pai de Brody e Aiden (Levi) que ficou preso dentro do Prisma Nexus Ninja e depois que Brody quebra sua Estrela do Poder, ele é finalmente libertado do prisma.
- Diretora Hastings (Amanda Billing): Diretora da Escola Secundária de Summer Cove.
- Monty (Caleb Bendit): Um nerd que sempre sofre nas mãos de Victor, apesar de serem bons amigos.
- Victor Vincent (Chris Reid): O maior valentão da Escola.
- Redbot (Byron Coll (voz)): O android pessoal de Brody.
- Mrs. Filch (Claire Chitham): Professora de Matemática dos Alunos da Escola Summer Cove.
- Mary Masters (Isodora Pontes): Ela uma grande fã de Levi no episodio 9 ela ganhou as passagens do show dele e no episodio 10 ela foi salva pelo Levi/Ranger Dourado durante um terremoto.
- Marcus Tien (Mac Jeffery Ong): Pai de Preston.
- Princesa Viera (Ruby Love): Ela é uma princesa que vem da galáxia Leão, de onde o Mick também vem e pilota o Leão de Fogo Zord.
- Emma Harris (Xana Tang): Ela é um gênio da tecnologia e grande fã dos Power Rangers, no episodio 15 tem aulas de karatê com Brody e até se torna Consultora Técnica Temporária dos Rangers sendo chamada de Ninja Dos Computadores.

## Especial de 25 anos da Franquia
Retro Rangers são os 10 rangers convidados na comemoração do 25º aniversário da série.
| Ator                 | Personagem | Denominação (Temporada)         | Denominação (Temporada)                          |
| -------------------- | --- | ------------------------------- | ------------------------------------------------ |
| Jason David Frank    | Tommy Oliver (com um morfador que lhe permite usar todas as suas formas, faltando apenas o poder ninjetti e a do Turbo Vermelho) |                                 | Ranger Verde (Mighty Morphin)                    |
| Jason David Frank    | Tommy Oliver (com um morfador que lhe permite usar todas as suas formas, faltando apenas o poder ninjetti e a do Turbo Vermelho) | Ranger Branco (Mighty Morphin)  |                                                  |
| Jason David Frank    | Tommy Oliver (com um morfador que lhe permite usar todas as suas formas, faltando apenas o poder ninjetti e a do Turbo Vermelho) | Ranger Zeo Vermelho (Zeo)       |                                                  |
| Jason David Frank    | Tommy Oliver (com um morfador que lhe permite usar todas as suas formas, faltando apenas o poder ninjetti e a do Turbo Vermelho) | Ranger Dino Preto (Dino Trovão) |                                                  |
| Steve Cardenas       | Rocky De Santos |                                 | Ranger Vermelho (Mighty Morphin)                 |
| Catherine Sutherland | Katherine Hillard |                                 | Ranger Turbo Rosa (Turbo)                        |
| Selwyn Ward          | TJ Johnson |                                 | Ranger Espacial Azul (No Espaço)                 |
| Jason Faunt          | Wes Collins |                                 | Ranger do Tempo Vermelho (Força do Tempo)        |
| Jeff Parazzo         | Trent Mercer |                                 | Ranger Dino Branco (Dino Trovão)                 |
| Li Ming Hu           | Gemma |                                 | Ranger de Série Prata (RPM)                      |
| Steven Skyler        | Antonio Garcia |                                 | Ranger Samurai Dourado (Samurai)                 |
| Ciara Hanna          | Gia Moran |                                 | Ranger Megaforce Amarela (Megaforce)             |
| Yoshi Sudarso        | Koda |                                 | Dino Charge Azul (Dino Charge/Dino Super Charge) |

## Vilões
- Galvanax: O campeão invicto e apresentador do popular Galaxy Warriors e o principal antagonista de Power Rangers Aço Ninja. Ele e os participantes do show entram em conflito com os Rangers devido à sua obsessão com a aquisição das Estrelas do Poder Ninja para que ele possa governar o universo.
- Ripcon: Um dos generais de Galvanax.
- Madame Odius: Uma general de Galvanax que estava com a Estrela do Poder Ninja Dourada e que o traiu para tentar pegar as estrelas ninja. Se torna uma vilã principal em Super Ninja Steel.
- Cosmo Royale: O apresentador do Galaxy Warriors e também general de Galvanax.
- Bashers Bots: Os lacaios de Galvanax que sempre são usados para distrair os Aço Ninja Rangers.
- Skullgators: Os monstros gigantes, mas são sempre destruídos pelos Zords.
- Kudabots: Os monstros semelhantes aos Bashers Bots, que carregam lanças e espadas para lutarem contra os Rangers.
- Buzzcams: São câmeras voadores de Cosmo Royale que transmitem as lutas dos Rangers contra os monstros no Galaxy Warriors.
- Aiden Romero (Robô): Um Robô criado por Madame Odius para destruir os Rangers, para isso o robô se fingiu de Aiden, o irmão perdido de Brody, mas Levi, desconfiado, descobriu que ele era um robô e junto com os Rangers o destruiu.
- Sledge: Vilão da saga anterior (Dino Charge) retornará em Super Ninja Steel.
- Wrench: Vilão da saga anterior (Dino Charge) retornará em Super Ninja Steel.
- Poisandra: Vilã da saga anterior (Dino Charge) retonará em Super Ninja Steel.
- Badonna: Ela chegou a escapar na nave Sledge e se tornou uma general de Madame Odius.
- Ninjas Galácticos: São uma equipe de ninjas espaciais, aparentemente conquistando fãs em todo o universo com suas façanhas. Eles parecem ver os ninjas da Terra como inferiores e vieram à Terra para provar isso aos Ninja Steel Rangers.
- Brax: É um general poderoso porem é apenas um ato para diminuir a guarda do Ranger. Sua personalidade real é a de um guerreiro legal, astuto e manipulador. Brax também não mostra respeito por sua Badonna, apesar de ela tentar apoiá-lo completamente no episodio 13 Prepare to Fail.
- Foxbots: São ninjas que usam máscaras de raposa são mais fortes que os Basherbots e Kudabots. Madame Odius fundiu eles com as estrelas malignas para formar seu próprio Megazord, Foxatron.
  - Foxatron: É o megazord da Madame Odius.
- Lord Dravon: Ele é o vilão principal do episodio especial de 25 de Power Rangers, "Dimension in Danger". Seu principal objetivo é destruir todas as dimensões dos Rangers.
- Tynamon: É o gerente do famoso lutador Brax. Ele pode ser útil para o plano final de Madame Odius.

## Enredo
Power Rangers Aço Ninja começa nas profundezas espaço, onde Galvanax é o atual campeão dos mais popular game show intergalático do universo, e monstros batalham para provar quem é o guerreiro mais poderoso. Galvanax  está determinado a tornar-se invencível, controlando a mística Ninja Nexus Prisma, que contém seis sobrenaturais Estrelas do Poder Ninja. A única coisa que está em seu caminho é uma nova equipe de heróis, Power Rangers adolescentes que possuem as Estrelas do Poder Ninja. O Malvado Galvanax envia seus guerreiros, os competidores para a Terra para roubar as Estrelas Ninja, onde cada batalha épica contra os Rangers é transmitida para todo o universo. Juntos, os Rangers deve dominar seu arsenal de Estrelas do Poder Ninja, Zords e Megazords, cada um feito do lendário aço ninja, a fim de parar esta ameaça e salvar nosso planeta da destruição.

## Zords
| Primeiro Zord | Primeiro Zord      | Segundo Zord      | Terceiro Zord |
| ------------- | ------------------ | ----------------- | ------------- |
|               | Robô Vermelho Zord | Leão de Fogo Zord | Falcão Zord   |
|               | Dragão Zord        | Serpente Zord     |               |
|               | Nitro Zord         | Tartaruga Zord    |               |
|               | Kodiak Zord        | Tigre Zord        |               |
|               | Zoom Zord          | Panda Zord        |               |
|               | Touro Rider Zord   | Robô Rider Zord   | Piranha Zord  |

### Outros Zords
| Nome | Nome             | Aparência           |
| ---- | ---------------- | ------------------- |
|      | Rumble Tusk Zord | Elefante            |
|      | Astro Zord       | Espaço Nave         |
|      | Sub Surfer Zord  | Surfista na Prancha |

## Megazords
| Megazord                             | Zords |
| ------------------------------------ | --- |
| Megazord Aço Ninja                   | Robô Vermelho Zord, Dragão Zord, Nitro Zord, Kodiak Zord e Zoom Zord                                                                   |
| Megazord Aço Ninja (Formação Dragão) | Dragão Zord, Robô Vermelho Zord, Nitro Zord, Kodiak Zord e Zoom Zord                                                                   |
| Megazord Rumble Tusk                 | Rumble Tusk Zord |
| Megazord Aço Ninja Rumble Tusk       | Robô Vermelho Zord, Dragão Zord, Nitro Zord, Kodiak Zord, Zoom Zord e Rumble Tusk Zord                                                 |
| Megazord Astro Aço Ninja             | Robô Vermelho Zord, Dragão Zord, Nitro Zord, Kodiak Zord, Zoom Zord e Astro Zord                                                       |
| Megazord Bull Rider                  | Robô Rider Zord, Ninja Bull Zord |
| Megazord Aço Ninja Sub Surfer        | Robô Vermelho Zord, Dragão Zord, Nitro Zord, Kodiak Zord, Zoom Zord e Sub Surfer Zord                                                  |
| Megazord Ninja Fusão                 | Robô Vermelho Zord, Dragão Zord, Nitro Zord, Kodiak Zord, Zoom Zord ,Robô Rider Zord e Ninja Bull Zord                                 |
| Megazord Leão de Fogo                | Leão de Fogo Zord |
| Ultrazord Aço Ninja                  | Robô Vermelho Zord, Dragão Zord, Nitro Zord, Kodiak Zord, Zoom Zord, Robô Rider Zord, Ninja Bull Zord e Leão de Fogo Zord              |
| Megazord Ninja Flamejante            | Falcão Zord, Serpente Zord, Tartaruga Zord, Tigre Zord, Panda Zord e Piranha Zord                                                      |
| Ultrazord Ninja Flamejante           | Robô Rider Zord, Ninja Bull Zord, Leão de Fogo Zord, Falcão Zord, Serpente Zord, Tartaruga Zord, Tigre Zord, Panda Zord e Piranha Zord |

## Episódios
| Nº do episódio | Titulo Original          | Titulo em Português                                   | Data de Exibição |
| -------------- | ------------------------ | ----------------------------------------------------- | --- |
| 01             | Return of the Prism      | O Retorno do Prisma O Prisma                          | 21 de janeiro de 2017 05 de junho de 2017 09 de outubro de 2017                                                           |
| 02             | Forged in Steel          | Forjado no Aço Forjado a Aço                          | 28 de janeiro de 2017 12 de junho de 2017 10 de outubro de 2017                                                           |
| 03             | Live and Learn           | Viver e Aprender Viver Para Aprender                  | 04 de fevereiro de 2017 19 de junho de 2017 11 de outubro de 2017                                                         |
| 04             | Presto Change-O          | Presto Transformus A Magia do Presto                  | 11 de fevereiro de 2017 26 de junho de 2017 12 de outubro de 2017                                                         |
| 05             | Drive to Survive         | Dirigir Para Sobreviver Conduzir Para Sobreviver      | 25 de fevereiro de 2017 03 de julho de 2017 16 de outubro de 2017                                                         |
| 06             | My Friend Redbot         | Meu Amigo Redbot O Meu Amigo Redbot                   | 04 de março de 2017 10 de julho de 2017 16 de outubro de 2017                                                             |
| 07             | Hack Attack              | Ataque Hacker O Ataque dos Clones                     | 18 de março de 2017 17 de julho de 2017 17 de outubro de 2017                                                             |
| 08             | Gold Rush                | Corrida Pelo Ouro O Ranger Dourado                    | 18 de março de 2017 24 de julho de 2017 18 de outubro de 2017                                                             |
| 09             | Rocking and Rolling      | Pedra no Sapato Rock and Roll                         | 12 de agosto de 2017 25 de setembro 2017 19 de outubro de 2017                                                            |
| 10             | The Ranger Ribbon        | A Fita Ranger                                         | 19 de agosto de 2017 02 de outubro de 2017 23 de outubro de 2017                                                          |
| 11             | Poisonous Plots          | Conspirações Venenosas Conspiração Venenosa           | 26 de agosto de 2017 09 de outubro de 2017 23 de outubro de 2017                                                          |
| 12             | Family Fusion            | Fusão Familiar Fusão de Família                       | 02 de setembro de 2017 16 de outubro de 2017 24 de outubro de 2017                                                        |
| 13             | Ace and the Race         | Az da Corrida O Ás e a Corrida                        | 09 de setembro de 2017 04 de setembro de 2017 (única exibição cujo 5 dias antes de estrear nos EUA) 25 de outubro de 2017 |
| 14             | The Royal Arrival        | O Desafio Real Rival Real                             | 16 de setembro de 2017 30 de outubro de 2017 26 de outubro de 2017                                                        |
| 15             | The Royal Rumble         | O Estrondo Real Rumor Real                            | 23 de setembro de 2017 6 de novembro de 2017 30 de outubro de 2017                                                        |
| 16             | Monkey Business          | Negócio de Macaco Macaquices                          | 30 de setembro de 2017 13 de novembro de 2017 30 de outubro de 2017                                                       |
| 17             | The Adventures Of Redbot | As Aventuras de Redbot As Aventuras do Redbot         | 07 de outubro de 2017 9 de abril de 2018/Netflix 2017 31 de outubro de 2017                                               |
| 18             | Abrakadanger             | Abrakadanger Abracaperigo                             | 14 de outubro de 2017 16 de abril de 2018/Netflix 2017 02 de novembro de 2017                                             |
| 19             | Helping Hand             | Mão Amiga                                             | 21 de outubro de 2017 5 de maio de 2018/Netflix 2017 06 de novembro de 2017                                               |
| 20             | Galvanax Attacks         | O Ataque de Galvanax Galvanax Renasce                 | 28 de outubro de 2017 12 de maio de 2018/Netflix 2017 06 de novembro de 2017                                              |
| Especial 1     | Tomb Raider              | O Roubo da Tumba Ladrão de Sepulturas                 | 31 de outubro de 2017 19 de maio de 2018/Netflix 2017 07 de novembro de 2017                                              |
| Especial 2     | Journey Through Time     | Jornada Através do Tempo Passado "Presentes" e Futuro | 2 de dezembro de 2017 26 de maio de 2018/Netflix 2017 08 de novembro de 2017                                              |

### Super Ninja Steel
| Nº do episódio | Titulo Original               | Titulo em Português                                       | Data de Exibição                                                   |
| -------------- | ----------------------------- | --------------------------------------------------------- | ------------------------------------------------------------------ |
| 01             | Echoes of Evil                | Ecos do Mal Ecos Diabólicos                               | 27 de janeiro de 2018 04 de junho de 2018 10 de setembro de 2018   |
| 02             | Moment of Truth               | Momento da Verdade                                        | 03 de fevereiro de 2018 25 de junho de 2018 10 de setembro de 2018 |
| 03             | Tough Love                    | O Primeiro Amor Amor Resistente                           | 10 de fevereiro de 2018 11 de junho de 2018 11 de setembro de 2018 |
| 04             | Making Waves                  | Fazendo Ondas Fazendo Ondas!                              | 17 de fevereiro de 2018 18 de junho de 2018 12 de setembro de 2018 |
| 05             | Game Plan                     | Plano de Jogo                                             | 24 de fevereiro de 2018 2 de julho de 2018 13 de setembro de 2018  |
| 06             | Attack of The Galactic Ninjas | Ataque dos Ninjas Galaticos O Ataque dos Ninjas Galáticos | 03 de março de 2018 9 de julho de 2018 14 de setembro de 2018      |
| 07             | Need For Speed                | Precisa de Velocidade Velocidade Furiosa                  | 10 de março de 2018 16 de julho de 2018 17 de setembro de 2018     |
| 08             | Caught Red Handed             | Vermelho em Flagrante Apanhado em Flagrante               | 17 de março de 2018 23 de julho de 2018 18 de setembro de 2018     |
| 09             | Outfoxed                      | Esperta como uma raposa A Prova                           | 25 de agosto de 2018 24 de setembro de 2018 19 de setembro de 2018 |
| 10             | Dimension of Danger           | Dimensões em Perigo                                       | 28 de agosto de 2018 1 de outubro de 2018 20 de setembro de 2018   |
| 11             | Love, Stings                  | A dor do amor O Amor Ferroa                               | 1 de setembro de 2018 8 de outubro de 2018 21 de setembro de 2018  |
| 12             | Fan Frenzy                    | Fã pra cachorro Loucura de Fã                             | 8 de setembro de 2018 15 de outubro de 2018 24 de setembro de 2018 |
| 13             | Prepare to Fail               | Prepare-se para falhar Prepar para falhar                 | 15 de setembro de 2018 22 de outubro de 2018 11 de julho de 2019   |
| 14             | Sheriff Skyfire               | Xerife Skyfire Xerife Skyfire                             | 22 de setembro de 2018 6 de novembro de 2018 11 de julho de 2019   |
| 15             | Tech Support                  | Suporte técnico Apoio Técnico                             | 29 de setembro de 2018 12 de novembro de 2018 12 de julho de 2019  |
| 16             | Car Troubles                  | Problemas no Carro Problemas Mecânicos                    | 6 de outubro de 2018 10 de novembro de 2018 15 de julho de 2019    |
| 17             | Happy to Be Me                | Feliz por ser eu mesmo Feliz por ser quem sou             | 13 de outubro de 2018 19 de novembro de 2018 15 de julho de 2019   |
| 18             | Magic Misfire                 | Erro Mágico Desarme Mágico                                | 27 de outubro de 2018 24 de novembro de 2018 17 de julho de 2019   |
| 19             | Under Odius' Spell            | Sinal de Destruição Sinal da Desgraça                     | 3 de novembro de 2018 10 de dezembro de 2018 18 de julho de 2019   |
| 20             | Nexus Power                   | Alcançando o Nexus Alcançar o Nexus                       | 10 de novembro de 2018 17 de dezembro de 2018 18 de julho de 2019  |
| Especial 1     | Monster Mix-Up                | Troca Monstruosa Mistura de Monstros                      | 20 de outubro de 2018 29 de outubro de 2018 17 de julho de 2019    |
| Especial 2     | The Poisy Show                | O Show de Poisy O Show da Poisy                           | 8 de dezembro de 2018 7 de janeiro de 2019 19 de julho de 2019     |

- Episódio 14 marca a volta do ninja lendário de Tokusatsu Jiraya do Metal Hero Sekai Ninja Sen Jiraiya.

## Dubladores
| Personagem                 | Dublador(a)                 | Dublador(a)                      | Dobrador(a)        |
| Personagem                 | 1ª Temporada (Ninja Steel)  | 2ª Temporada (Super Ninja Steel) | Dobrador(a)        |
| Power Rangers              | Power Rangers               | Power Rangers                    | Power Rangers      |
| -------------------------- | --------------------------- | -------------------------------- | ------------------ |
| Brody Romero               | Vinicius Fagundes (1ª voz)  | Túlio Hopper (2ª voz)            | Luís Lucena        |
| Preston Tien               | Heitor Assali (1ª voz)      | Roberto Rodrigues (2ª voz)       | Luís Lobão         |
| Calvin Maxwell             | Lucas Gama (1ª voz)         | Rodrigo Martim (2ª voz)          | Alexandre Carvalho |
| Hayley Foster              | Rebeca Zadra (1ª voz)       | Eliza Marin (2ª voz)             | Rita Ruaz          |
| Sarah Thompson             | Andressa Andreatto (1ª voz) | Beta Cinalli (2ª voz)            | Marta Mota         |
| Levi Weston / Aiden Romero | Rodrigo Firmo (1ª voz)      | Danilo Diniz (2ª voz)            | Gonçalo Cabral     |
| Aliados e Amigos           |                             |                                  |                    |
| Mick Kanic                 | Tatá Guarnieri (1ª voz)     | Fernando Ferraz (2ª voz)         | Gonçalo Cabral     |
| Monty                      | Bruno Dias (1ª voz)         | Cleber Simões (2ª voz)           | André Raimundo     |
| Victor Vincent             | Ricardo Teles (1ª voz)      | Tiaggo Guimarães (2ª voz)        | Rui de Sá          |
| Dane Romero                | Affonso Amajones (1ª voz)   | Vágner Santos (2ª voz)           | Rui de Sá          |
| Diretora Hastings          | Silvia Goiabeira (1ª voz)   | Paula Racy (2ª voz)              | Rita Ruaz          |
| Sra. Filtch                | Isabel de Sá (1ª voz)       | Desconhecido(a)                  | Marta Mota         |